# El Bajío Lomas del Club
El Bajío Lomas del Club är en ort i Mexiko.   Den ligger i kommunen San Pedro Tlaquepaque och delstaten Jalisco, i den centrala delen av landet, 500 km väster om huvudstaden Mexico City. El Bajío Lomas del Club ligger 1 556 meter över havet och antalet invånare är 121.
Terrängen runt El Bajío Lomas del Club är huvudsakligen platt, men västerut är den kuperad. Runt El Bajío Lomas del Club är det mycket tätbefolkat, med 2 345 invånare per kvadratkilometer. Närmaste större samhälle är Guadalajara, 13,6 km nordväst om El Bajío Lomas del Club. Trakten runt El Bajío Lomas del Club består till största delen av jordbruksmark.